# Luan (ur. marzec 1993)
Luan Guilherme de Jesus Vieira (ur. 27 marca 1993 w São José do Rio Preto) – brazylijski piłkarz występujący na pozycji napastnika w brazylijskim klubie Grêmio, reprezentant kraju. Złoty medalista olimpijski z Rio de Janeiro. Południowoamerykański Piłkarz 2017 Roku.

## Kariera klubowa
Luan jako nastolatek amatorsko uprawiał futsal, grając w rodzinnym stanie São Paulo. W 2012 roku dołączył do zespołu Tanabi, w barwach którego występował w Campeonato Paulista Série B – czwartym poziomie mistrzostw stanu São Paulo. W lutym 2013 przeniósł się do Catanduvense, gdzie występował do końca 2013 roku. W nowym zespole zadebiutował w spotkaniu z Santo André.
Krótko po debiucie w Catanduvense, w związku z problemami finansowymi klubu, 50% praw do zawodnika za 300 tys. reali nabył Grêmio i włączył Luana do kadry drugiego zespołu. W grudniu 2013 piłkarz został przesunięty do pierwszej drużyny jako wsparcie dla Klébera i Hernána Barcosa.
W pierwszej drużynie zadebiutował 19 stycznia 2014 w spotkaniu Campeonato Gaúcho z São José. Pierwszą bramkę zdobył 10 dni później, w meczu z Brasil Pelotas. W rozgrywkach Campeonato Brasileiro Série A zadebiutował 27 kwietnia 2014 w wygranym spotkaniu z Atlético Mineiro, a pierwszą bramkę w tych rozgrywkach zdobył 17 sierpnia 2014 w meczu z Criciúma. Łącznie w sezonie 2014 Série A wystąpił w 28 meczach i zdobył 4 bramki.
W sezonie 2015 Serie A wystąpił w 33 meczach i 10 razy trafiał do siatki rywali. Został wybrany do najlepszej jedenastki Brasileirão 2015, mając za partnera w ataku Ricardo Oliveirę z Santosu FC. Za występy w lidze zawodnika doceniła stacja ESPN Brasil – Vieira znalazł się w jedenastce Bola de Prata (wyróżnienie przyznawane przez ESPN i miesięcznik Placar od 1970 roku) oraz został wyróżniony Srebrną Piłką dla najlepszego napastnika sezonu.
W listopadzie i grudniu 2016 Vieira wystąpił w obu finałowych spotkaniach Copa do Brasil przeciwko Atlético Mineiro. Dzięki zwycięstwu 3:1 w pierwszym meczu na wyjeździe i remisie 1:1 w meczu rewanżowym zespół Grêmio raz piąty w historii zdobył puchar Brazylii. Brazylijczyk w obu spotkaniach grał w wyjściowym składzie. W sezonie 2016 wystąpił w 25 meczach Série A (wszystkie w wyjściowym składzie) i zdobył 6 bramek.
29 listopada 2017 Vieira zdobył bramkę w wygranym 2:1 meczu rewanżowym finału Copa Libertadores 2017 z Lanús. Drużyna z Porto Alegre wygrała dwumecz 3:1 i odniosła zwycięstwo w całym turnieju, a Vieira zakończył rozgrywki z 8 bramkami na koncie (w klasyfikacji najlepszych strzelców najlepszy był José Sand z Lanús z 9 trafieniami). W rozgrywkach Copa do Brasil zagrał jeden mecz – przegrany w karnych półfinał z Cruzeiro EC. Vieira nie trafił z rzutu karnego, a Grêmio nie obronił tytułu. Pod koniec 2017 roku po raz drugi w swojej karierze znalazł się w jedenastce Bola de Prata. W lutym 2018 dziennikarze urugwajskiego El País wybrali Vieirę Południowoamerykańskim Piłkarzem 2017 Roku. W 2017 roku zagrał w 20 meczach ligowych i sześć razy trafiał do siatki.
W rozgrywkach Recopa Sudamericana, w których spotkali się zdobywca Copa Libertadores – Grêmio, oraz zwycięzca Copa Sudamericana – Independiente, drużyna z Brazylii była skuteczniejsza, wygrywając 5:4 w rzutach karnych. Vieira wykorzystał decydujący o mistrzostwie rzut karny (na 5:4).

## Kariera reprezentacyjna
W 2016 roku Vieira został powołany do reprezentacji Brazylii na turniej piłkarski podczas igrzysk olimpijskich w Rio de Janeiro. W finale Canarinhos pokonali w rzutach karnych reprezentację Niemiec – jako czwarty piłkę uderzał Vieira; decydującego gola zdobył Neymar. Na turnieju zawodnik wystąpił w pięciu meczach (dwa mecze grupowe, ćwierćfinał, półfinał oraz finał) i strzelił trzy gole.
W styczniu 2017 otrzymał powołanie na charytatywny mecz z Kolumbią, z którego dochód przeznaczono m.in. dla rodzin członków klubu Chapecoense. We wrześniu 2017 wystąpił w wygranym meczu eliminacji do mistrzostw świata z Ekwadorem. Na boisko wszedł w 85 minucie, zmieniając Williana.

## Sukcesy
Grêmio
- Recopa Sudamericana: 2018[31]
- Copa Libertadores: 2017[19]
- Copa do Brasil: 2016[32][33]

Brazylia
- Igrzyska olimpijskie: 2016[34]
- Turniej w Tulonie: 2014[35]

### Indywidualne
- Południowoamerykański Piłkarz Roku: 2017[23]
- Prêmio Brasil Olímpico: nominowany jako najlepszy piłkarz 2017 roku[36]
- Najlepszy piłkarz Copa Libertadores: 2017[37]
- Bola de Prata: 2015 i 2017[38]
- Prêmio Craque do Brasileirão: 2015[39]
- Seleção do Campeonato Gaúcho: 2014[40]